# شرکت وام مالکان خانه
شرکت وام مالکان خانه (انگلیسی: Home Owners' Loan Corporation؛ (اختصاری HOLC)) یک شرکت تحت حمایت دولت بود که به عنوان بخشی از برنامه اقتصادی و اجتماعی «نیو دیل» ایجاد شده بود. این شرکت در سال ۱۹۳۳ توسط قانون وام مالکان خانه تحت رهبری رئیس‌جمهور فرانکلین دی. روزولت تأسیس شد. هدف آن بازپرداخت وام‌های کنونی مسکن برای جلوگیری از سلب مالکیت و همچنین گسترش فرصت‌های خرید خانه بود.
از زمان کار کنت تی. جکسون در دهه ۱۹۸۰، محققان به‌طور فزاینده‌ای HOLC را به عنوان یک مروج خط قرمز کلیدی و محرک جداسازی مسکونی نژادی و نابرابری ثروت نژادی در ایالات متحده معرفی کرده‌اند.